# Zweres
 (octobre 2019).
Zweres est une localité autrichienne. Elle fait partie de la commune de Großschönau du district de Gmünd en Basse-Autriche.